# غلامحسین فروهر
غلامحسین فروهر (۱۲۸۲ تهران - ۱۳۴۶ تهران) قاضی و کارگزار اقتصادی دوره پهلوی بود.

## خانواده و تحصیل
پدرش محمود خان ملقب به افتخارالملک و سپس قوام‌الدوله که نام خانوادگی فروهر برگزید و پدربزرگش میرزا عباس خان قوام‌الدوله تفرشی بود. پس از گذراندن دوره مدرسه علوم سیاسی که مشیرالدوله برای تربیت کادر وزارت امور خارجه راه انداخته بود به اروپا رفت و در دانشگاه برلن در رشته‌های اقتصاد و امور مالی درس خواند.

## فعالیت سیاسی و اداری
فروهر پس از بازگشت به ایران در دورانی که علی‌اکبر داور وزارت عدلیه را به عهده گرفته و دادگستری نوین ایران را پایه‌ریزی می‌کرد به استخدام آن وزارت‌خانه درآمد و به ترتیب دادیار دادسرای تهران و دیوان کیفر و بازپرس و مستشار استیناف (تجدید نظر) شد.
در شهریور ۱۳۱۲ که داور وزیر مالیه شد، فروهر را هم با خود برد و رئیس اداره مالیات بر درآمد کرد. او در سال ۱۳۱۸ در وزارت دارایی به مدیرکلی رسید و سال بعد به عنوان مستشار و مأمور اقتصادی راهی سفارت ایران در آلمان شد و تا شهریور ۱۳۲۰ که ایران در پی حمله متفقین ناچار به قطع رابطه با آلمان شد، در برلن بود.
مأموریت خارجی بعدی فروهر در سال ۱۳۲۲ و رایزنی اقتصادی در سوئیس با رتبه وزیر مختاری بود. در سال ۱۳۲۴ به ایران بازگشت و معاون وزارت دارایی شد. در سال ۱۳۲۶ در کابینه‏ قوام‌السلطنه وزیر راه بود. پس از آن به ریاست بانک صنعتی و معدنی (سازمان برنامه بعدی) رسید تا اینکه در سال ۱۳۲۹ در کابینه‏ رزم‌آرا ابتدا وزیر کار و سپس وزیر دارایی شد.
دوران وزارت دارایی فروهر در کابینه رزم‌آرا با نهضت ملی شدن نفت همزمان بود. او در پنجم دی ۱۳۲۹ سخنان شدیداللحنی علیه ملی شدن نفت کرد که به جنجال و اعتراض و برکناری‌اش انجامید. دکتر شمس‌الدین جزایری وزیر فرهنگ کابینه رزم‌آرا بعداً در مجلس سوگند خورد که رزم‌آرا از اینکه فروهر می‌خواهد چنین سخنانی در مجلس بگوید خبر نداشته و از اعلام بیزاری خودش و دیگر اعضای دولت نسبت به سخنان فروهر خبر داد. اما فروهر نامه‌ای در روزنامه کیهان انتشار داد و اظهارات جزایری را تکذیب کرد.
فروهر در دوران نخست‌وزیری دکتر مصدق در انزوا زیست اما پس از کودتای ۲۸ مرداد ۱۳۳۲ به صحنه بازگشت و سفیر ایران در سوئد شد. سپس در دولت حسین علاء در سال ۱۳۳۴ به وزارت صنایع و معادن و وزارت دارایی رسید. پس از آن تا هنگام مرگ رئیس هیئت بازرسی شرکت نفت بود.
غلامحسین فروهر در جوانی با دختر شاهزاده عبدالصمد میرزا سالور برادر ناصرالدین شاه قاجار ازدواج کرد ولی پیوند زناشویی آن دو دیری نپایید و به جدایی انجامید.